# Вейсалова, Рамзия Осман кызы
Рамзия Вейсалова Осман кызы  (азерб. Rəmziyyə Osman qızı Veysəlova; 11 февраль 1914, Баку – 22 август 1993, Гянджа) — азербайджанская актриса театра, Народный артист Азербайджанской ССР (1958 год).

## Биография
Рамзия Вейсалова родилась 11 февраля 1914 года в городе Баку. Рамзия Вейсалова получила образование в Баку в школе для девочек нового типа. После окончания седьмого класса в 1929 году по рекомендации учителей она поступила на актёрский факультет Бакинской театральной школы. Здесь по рекомендации учителей искусств её приняли в вспомогательный состав Бакинского турецкого рабочего театра, где она играла эпизодические роли и выступала на массовых сценах, проявляя себя как актриса с музыкальным голосом.
В конце 1932 года Рамзия Вейсалова переехала в Ашхабад. Там она в течение трёх лет выступала как "Рамзия" и "Рамзия Эфендиева", набирая опыт и вскоре вошла в коллектив ведущих актёров театра. В 1934–1935 годах совместно с мужем, Бахрам Эфендиев, она переехала в Гянджу, где оба были приняты в коллектив Гянджинского государственного драматического театра имени Джафара Джаббарлы.
Рамзия Осман кызы Вейсалова умерла 22 августа 1993 года в городе Гянджа и была похоронена на Фахри Хиябане (Почетное захоронение).

## Звания
- Почетное звание «Народный артист Азербайджанской ССР» — 20 мая 1958[3]
- Почетное звание «Заслуженный артист Азербайджанской ССР»  — 30 апреля 1955[4]
- Орден «Знак Почёта»
- Почётная грамота Верховного Совета Азербайджанской ССР — 24 декабря 1981[5]